# Маслов, Алексей Гаврилович
Алексе́й Гаври́лович Ма́слов (25 февраля 1901, Сормово — 21 февраля 1967, Москва) — советский военачальник, генерал-майор технических войск (1940).

## Биография
Родился Алексей Гаврилович Маслов в селе Сормово Нижегородской губернии в 1901 год, из рабочих.
В 1920 году вступил в РККА, в 1921 году окончил пехотные курсы, последовательно командовал взводом 24-х Нижегородских курсов, 95-х Уфимских пехотных курсов, Башкирских командных курсов, 2-го Уфимского батальона. В 1923 году был назначен командиром роты, затем начальником полковом школы, позднее помощником командира батальона 100-го стрелкового полка 34-й стрелковой дивизии, затем был политруком полковой школы 102-го стрелкового полка. С 1926 года — член ВКП(б). В 1926 году окончил курсы «Выстрел», в 1934 году — Военную академию им. М. В. Фрунзе. С 1934 года служил в Саратовской бронетанковой школе на должностях: начальник штаба, начальник учебного отдела, помощник по учебно-строевой части начальника школы. Затем учился на курсе особой группы при командном факультете Военной академии химической защиты, после окончания, с 1937 года — начальник химической службы Киевского Особого военного округа (КОВО). В сентябре 1939 года участник Польского похода РККА, начальник химических войск Украинского фронта.
В октябре 1940 года был назначен начальником штаба 9-го механизированного корпуса, к началу войны корпус входил в состав 5-й армии КОВО. Командовавший корпусом К. К. Рокоссовский вспоминал о нём: 

Хочется выделить начальника штаба тридцатидевятилетнего генерал-майора Алексея Гавриловича Маслова. Он был, как говорилось тогда, «академиком» (то есть окончил академию имени М. В. Фрунзе), штаб корпуса держал хорошо и всецело отдался подготовке нижестоящих штабов, дисциплинируя их работников и приучая к самостоятельности мышления. Мне нравился его стиль — требовательность и чуткость к мысли и инициативе подчиненных, органическая потребность личного общения с войсками.— Рокоссовский К. К. Солдатский долг.

### Великая Отечественная война
С началом войны 9-й мехкорпус вошёл в состав Юго-Западного фронта и участвовал в оборонительной операции на Западной Украине, в том числе в битве за Дубно-Луцк-Броды. 11 июля 1941 года К. К. Рокоссовский был назначен командующим 4-й армией, А. Г. Маслов стал командиром 9-го мехкорпуса. На этом посту он участвовал в Киевской операции. С начала войны корпус понес очень тяжёлые потери, к началу сентября 1941 года в его составе осталось около 5 тыс. человек, при этом ни одного танка. В сентябре 1941 года остатки корпуса были переформированы в батальон и влились в состав 15-го механизированного корпуса.
17 сентября 1941 года А. Г. Маслов был назначен начальником штаба 38-й армии, с 24 декабря 1941 года по 20 февраля 1942 года — командующий этой армии. Продолжал участие в Киевской операции. С. П. Иванов, назначенный новым начальником штаба, вспоминал разговор с А. Г. Масловым во время знакомства:

…Алексей Гаврилович доверительно сказал, что пробудет в 38-й армии, очевидно, недолго, так как подал рапорт о переводе на свою прежнюю должность.
— Надеюсь вернуться в свой родной 9-й мехкорпус, который довелось возглавлять после убытия на Западный фронт Константина Константиновича Рокоссовского.

Опережая события, скажу, что А. Г. Маслов не ошибся — он действительно пробыл у нас недолго, но был назначен не командиром своего прежнего мехкорпуса, а начальником штаба 28-й армии. Мне трудно оценить, «потянул» или «не потянул» Алексей Гаврилович на должности командарма — работали мы с ним недолго. Но, безусловно, душа его лежала к механизированным войскам и, видимо, как командир танкового корпуса он был более на месте.— Иванов С. П. Штаб армейский, штаб фронтовой.
С марта по 25 апреля 1942 года А. Г. Маслов — начальник штаба 28-й армии, c 21 мая 1942 — командующий бронетанковых и механизированных войск (БТ и МВ) 5-й армии Западного фронта.
С 15 сентября 1942 года по 24 февраля 1943 года — командир 16-го танкового корпуса Брянского фронта, участвовал в Сталинградской битве.
В апреле 1943 года А. Г. Маслов назначен заместителем начальника Главного управления вооружения гвардейских миномётных частей, с 1944 года — начальник Управления по ремонту и снабжению боевых и транспортных машин.

### После войны
После войны становится командующим БТ и МВ Львовского военного округа, с 1947 года — командир 23-й механизированной дивизии (Прикарпатский военный округ). С марта 1947 года по ноябрь 1948 года — командир 3-й гвардейской механизированной дивизии (Приморский военный округ). В 1949 году был назначен начальником Высшей офицерской школы. В 1957 году вышел в отставку.
Умер Алексей Гаврилович Маслов в 1967 году в Москве, похоронен на Новодевичьем кладбище.

## Воинские звания
- полковник
- комбриг — 04.11.1939
- генерал-майор технических войск — 04.06.1940

## Награды
- Орден Ленина (6.05.1946)[1]
- Четыре ордена Красного Знамени (06.11.1941, 22.08.1944, 3.11.1944, 30.04.1954)
- Орден Отечественной войны 1-й степени (29.03.1944)
- Орден Красной Звезды (22.07.1941)
- медали

## Документы
- Общедоступный электронный банк документов «Подвиг Народа в Великой Отечественной войне 1941—1945 гг.» Дата обращения: 6 февраля 2016. Архивировано из оригинала 13 марта 2012 года. № в базе данных 2005100. Дата обращения: 23 марта 2013. Архивировано 9 апреля 2013 года., 10925712. Дата обращения: 23 марта 2013. Архивировано 9 апреля 2013 года..